# サム・ジョンストン
サム・ジョンストン（Sam Johnstone, 1993年3月25日 - ）は、イングランド・プレストン出身のサッカー選手。ウルヴァーハンプトン・ワンダラーズFC所属。イングランド代表。ポジションはゴールキーパー。

## 経歴

### クラブ
2011年7月26日、ゴールキーパーの負傷者が相次ぎ人員不足となったフットボールリーグ1のオールダム・アスレティックAFCに期限付き移籍。同年9月9日にはスカンソープ・ユナイテッドFCのファーストチョイスであったジョシュ・リリスが負傷により長期離脱したため、期限付き移籍した。2014年1月31日、チャンピオンシップのドンカスター・ローヴァーズFCに4週間の期限付き移籍することが決定。4月4日、シーズン終了までローン期間が延長された。10月27日、翌年1月までの短期レンタルでドンカスターに再び加入した。
2018年7月3日、フットボールリーグ・チャンピオンシップに降格したウェスト・ブロムウィッチ・アルビオンFCに移籍した。2020-21シーズン、プレミアリーグ最多のシーズン148セーブを記録する活躍を見せた。
2021年6月、UEFA EURO 2020のメンバーに選出されると、大会直前に行われたルーマニアとの親善試合でA代表初出場を果たした。
2022年7月1日、クリスタル・パレスFCへ完全移籍で加入することが発表された。シーズン序盤は第2GKに留まるも、終盤戦以降はビセンテ・グアイタからポジション奪取に成功し、結果9試合に出場した。
2023ｰ24シーズンは、グアイタの退団に伴って出場機会を得られるように思えたが、マンチェスター・ユナイテッドから同胞ディーン・ヘンダーソンが加入したことや、自身が怪我で離脱したこともあって出場機会は限られ、20試合の出場にとどまった。
2024年8月30日、ウルヴァーハンプトン・ワンダラーズFCへ完全移籍することが発表された。

## タイトル

### クラブ
マンチェスター・ユナイテッド
- FAカップ 2015-16
- FAコミュニティ・シールド 2016